# Benerville-sur-Mer
Benerville-sur-Mer est une commune française, située dans le département du Calvados en Normandie. La commune est peuplée de 389 habitants.

## Géographie

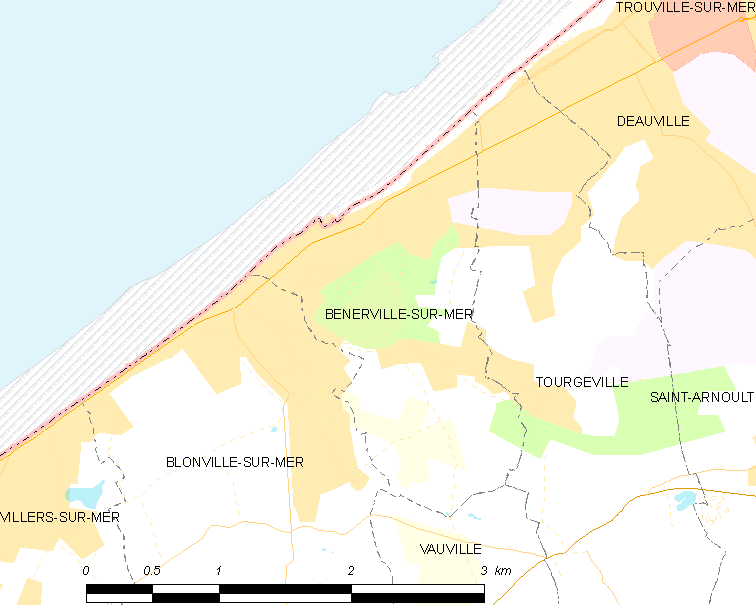
La commune est sur le littoral de la Manche.

| Manche            | Manche             |             |
| Blonville-sur-Mer | Benerville-sur-Mer | Tourgéville |
|                   | Vauville           |             |

### Hydrographie
La commune est située dans le bassin Seine-Normandie. Elle n'est drainée par aucun cours d'eau,.

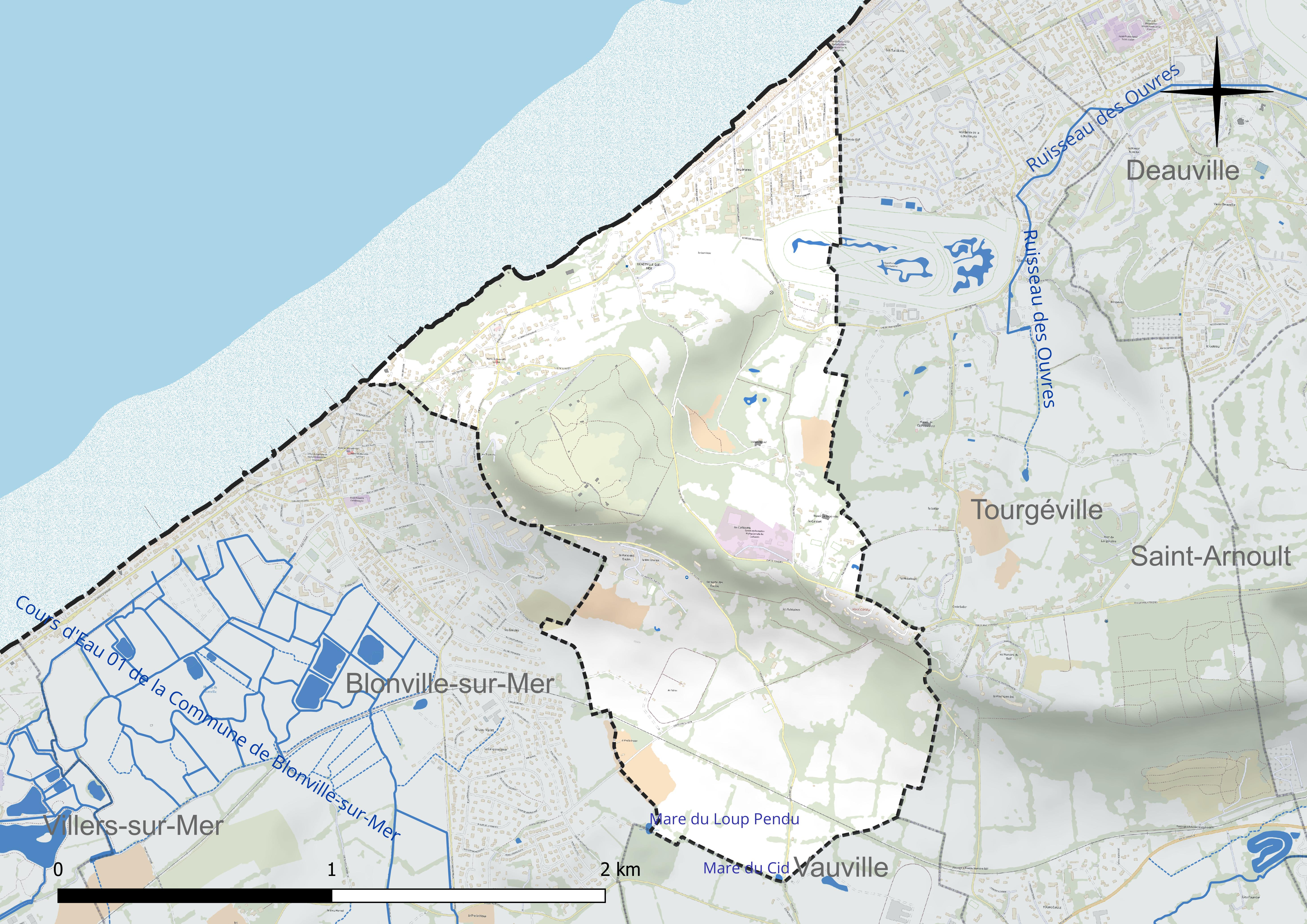
Réseau hydrographique de Benerville-sur-Mer.

Deux plans d'eau complètent le réseau hydrographique : la mare du Cid (0,1 ha) et la mare du Loup Pendu, d'une superficie totale de 0,1 ha (0 ha sur la commune),.

### Climat
Pour des articles plus généraux, voir Climat de la Normandie et Climat du Calvados.
En 2010, le climat de la commune est de type climat océanique franc, selon une étude du CNRS s'appuyant sur une série de données couvrant la période 1971-2000. En 2020, Météo-France publie une typologie des climats de la France métropolitaine dans laquelle la commune est exposée à un climat océanique et est dans la région climatique  Côtes de la Manche orientale, caractérisée par un faible ensoleillement (1 550 h/an) ; forte humidité de l'air (plus de 20 h/jour avec humidité relative > 80 % en hiver), vents forts fréquents. Parallèlement le GIEC normand, un groupe régional d'experts sur le climat, différencie quant à lui, dans une étude de 2020, trois grands types de climats pour la région Normandie, nuancés à une échelle plus fine par les facteurs géographiques locaux. La commune est, selon ce zonage, exposée à un « climat contrasté des collines », correspondant au pays d'Auge, Lieuvin et Roumois, moins directement soumis aux flux océaniques et connaissant toutefois des précipitations assez marquées en raison des reliefs collinaires qui favorisent leur formation.
Pour la période 1971-2000, la température annuelle moyenne est de 10,6 °C, avec une amplitude thermique annuelle de 11,8 °C. Le cumul annuel moyen de précipitations est de 813 mm, avec 12,6 jours de précipitations en janvier et 8,3 jours en juillet. Pour la période 1991-2020, la température moyenne annuelle observée sur la station météorologique la plus proche, située sur la commune de Deauville à 3 km à vol d'oiseau, est de 0,0 °C et le cumul annuel moyen de précipitations est de 0,0 mm. Pour l'avenir, les paramètres climatiques de la commune estimés pour 2050 selon différents scénarios d'émission de gaz à effet de serre sont consultables sur un site dédié publié par Météo-France en novembre 2022.

## Urbanisme

### Typologie
Au 1er janvier 2024, Benerville-sur-Mer est catégorisée commune rurale à habitat dispersé, selon la nouvelle grille communale de densité à 7 niveaux définie par l'Insee en 2022. Elle appartient à l'unité urbaine de Dives-sur-Mer, une agglomération intra-départementale dont elle est une commune de la banlieue,. Par ailleurs la commune fait partie de l'aire d'attraction de Trouville-sur-Mer, dont elle est une commune de la couronne,. Cette aire, qui regroupe 35 communes, est catégorisée dans les aires de moins de 50 000 habitants,.
La commune, bordée par la baie de Seine, est également une commune littorale au sens de la loi du 3 janvier 1986, dite loi littoral. Des dispositions spécifiques d'urbanisme s'y appliquent dès lors afin de préserver les espaces naturels, les sites, les paysages et l'équilibre écologique du littoral, comme le principe d'inconstructibilité, en dehors des espaces urbanisés, sur la bande littorale des 100 mètres, ou plus si le plan local d'urbanisme le prévoit.

### Occupation des sols
L'occupation des sols de la commune, telle qu'elle ressort de la base de données européenne d'occupation biophysique des sols Corine Land Cover (CLC), est marquée par l'importance des territoires agricoles (39,9 % en 2018), en diminution par rapport à 1990 (46,6 %). La répartition détaillée en 2018 est la suivante : zones urbanisées (35,9 %), prairies (24,7 %), forêts (20,4 %), terres arables (8,4 %), zones agricoles hétérogènes (6,8 %), espaces ouverts, sans ou avec peu de végétation (1,9 %), espaces verts artificialisés, non agricoles (1,8 %). L'évolution de l'occupation des sols de la commune et de ses infrastructures peut être observée sur les différentes représentations cartographiques du territoire : la carte de Cassini (XVIIIe siècle), la carte d'état-major (1820-1866) et les cartes ou photos aériennes de l'IGN pour la période actuelle (1950 à aujourd'hui).

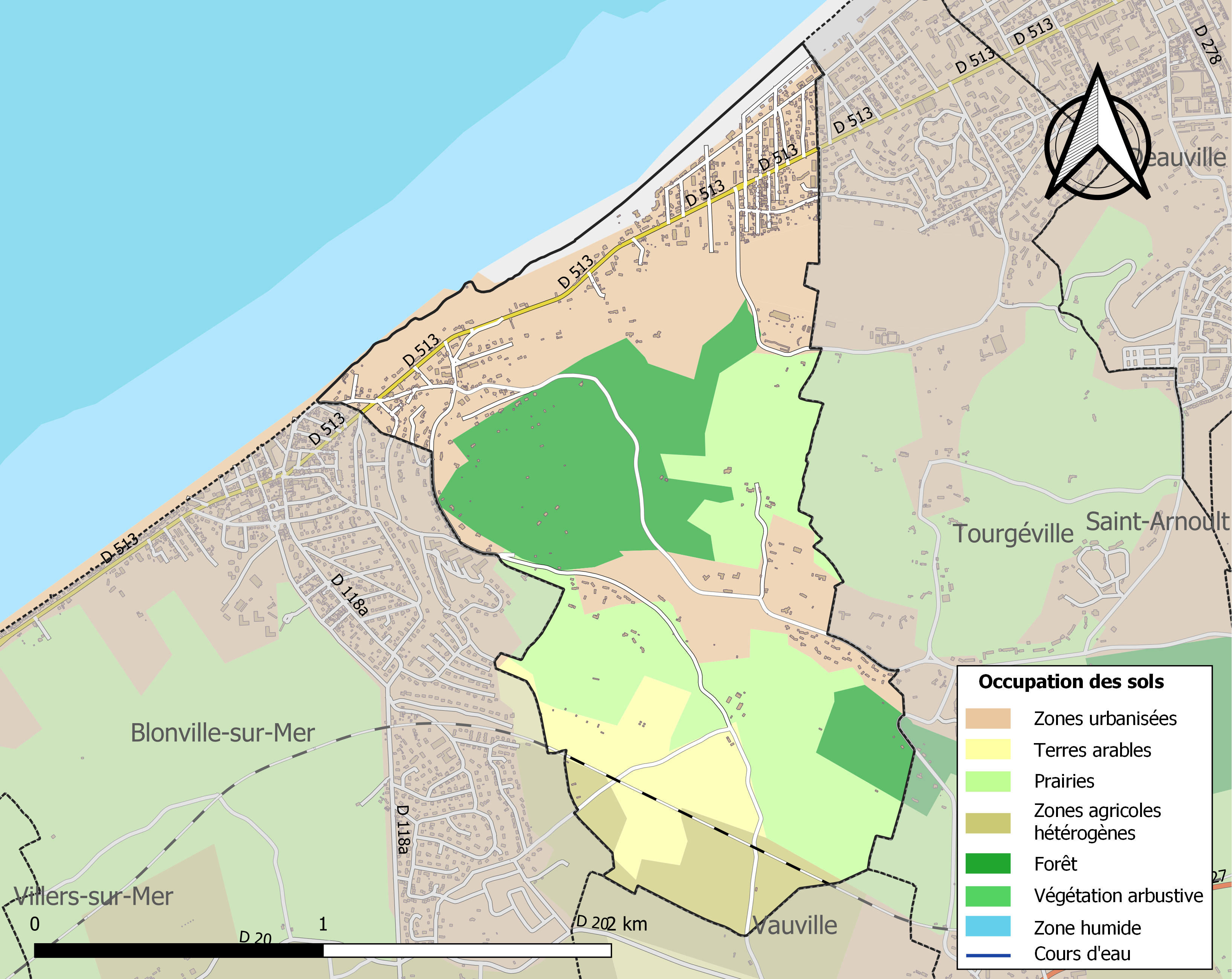
Carte des infrastructures et de l'occupation des sols de la commune en 2018 (CLC).

## Toponymie
Le nom de la localité est attesté sous la forme Bernevilla au XIVe siècle vers 1350.
Du germanique bern (ours) utilisé comme nom de personne[réf. nécessaire].
Dénommée encore Benerville en 1793, ce n'est que le 20 mars 1949 que la commune reçoit l'appellatif de Benerville-sur-Mer.

## Histoire

### Second âge du fer dit de la Tène
Un oppidum gaulois préexistant à l'occupation romaine devait exister sur le mont Canisy.

### Haut Moyen Âge
C'est sur le mont Canisy (112 mètres) que fut découvert en 1873 un « arsenal » franc identique à celui de Londinières en Seine-Maritime.

## Politique et administration
| Période                                  | Période   | Identité        | Étiquette | Qualité         |
| ---------------------------------------- | --------- | --------------- | --------- | --------------- |
| juin 1995                                | mars 2008 | Michel Zarifian | DVD       | Géomètre-expert |
| mars 2008                                | En cours  | Jacques Marie   | SE        | Professeur      |
| Les données manquantes sont à compléter. |           |                 |           |                 |

## Démographie
L'évolution du nombre d'habitants est connue à travers les recensements de la population effectués dans la commune depuis 1793. Pour les communes de moins de 10 000 habitants, une enquête de recensement portant sur toute la population est réalisée tous les cinq ans, les populations de référence des années intermédiaires étant quant à elles estimées par interpolation ou extrapolation. Pour la commune, le premier recensement exhaustif entrant dans le cadre du nouveau dispositif a été réalisé en 2007.
En 2022, la commune comptait 389 habitants, en évolution de −11,39 % par rapport à 2016 (Calvados : +1,58 %, France hors Mayotte : +2,11 %).
| 1793 | 1800 | 1806 | 1821 | 1831 | 1836 | 1841 | 1846 | 1851 |
| ---- | ---- | ---- | ---- | ---- | ---- | ---- | ---- | ---- |
| 141  | 130  | 134  | 127  | 126  | 111  | 128  | 107  | 93   |

| 1856 | 1861 | 1866 | 1872 | 1876 | 1881 | 1886 | 1891 | 1896 |
| ---- | ---- | ---- | ---- | ---- | ---- | ---- | ---- | ---- |
| 82   | 92   | 139  | 137  | 150  | 154  | 180  | 160  | 225  |

| 1901 | 1906 | 1911 | 1921 | 1926 | 1931 | 1936 | 1946 | 1954 |
| ---- | ---- | ---- | ---- | ---- | ---- | ---- | ---- | ---- |
| 207  | 236  | 259  | 303  | 350  | 387  | 349  | 341  | 322  |

| 1962 | 1968 | 1975 | 1982 | 1990 | 1999 | 2006 | 2007 | 2012 |
| ---- | ---- | ---- | ---- | ---- | ---- | ---- | ---- | ---- |
| 314  | 337  | 361  | 523  | 411  | 505  | 491  | 494  | 486  |

| 2017 | 2022 | - | - | - | - | - | - | - |
| ---- | ---- | - | - | - | - | - | - | - |
| 420  | 389  | - | - | - | - | - | - | - |

## Culture locale et patrimoine

### Lieux et monuments

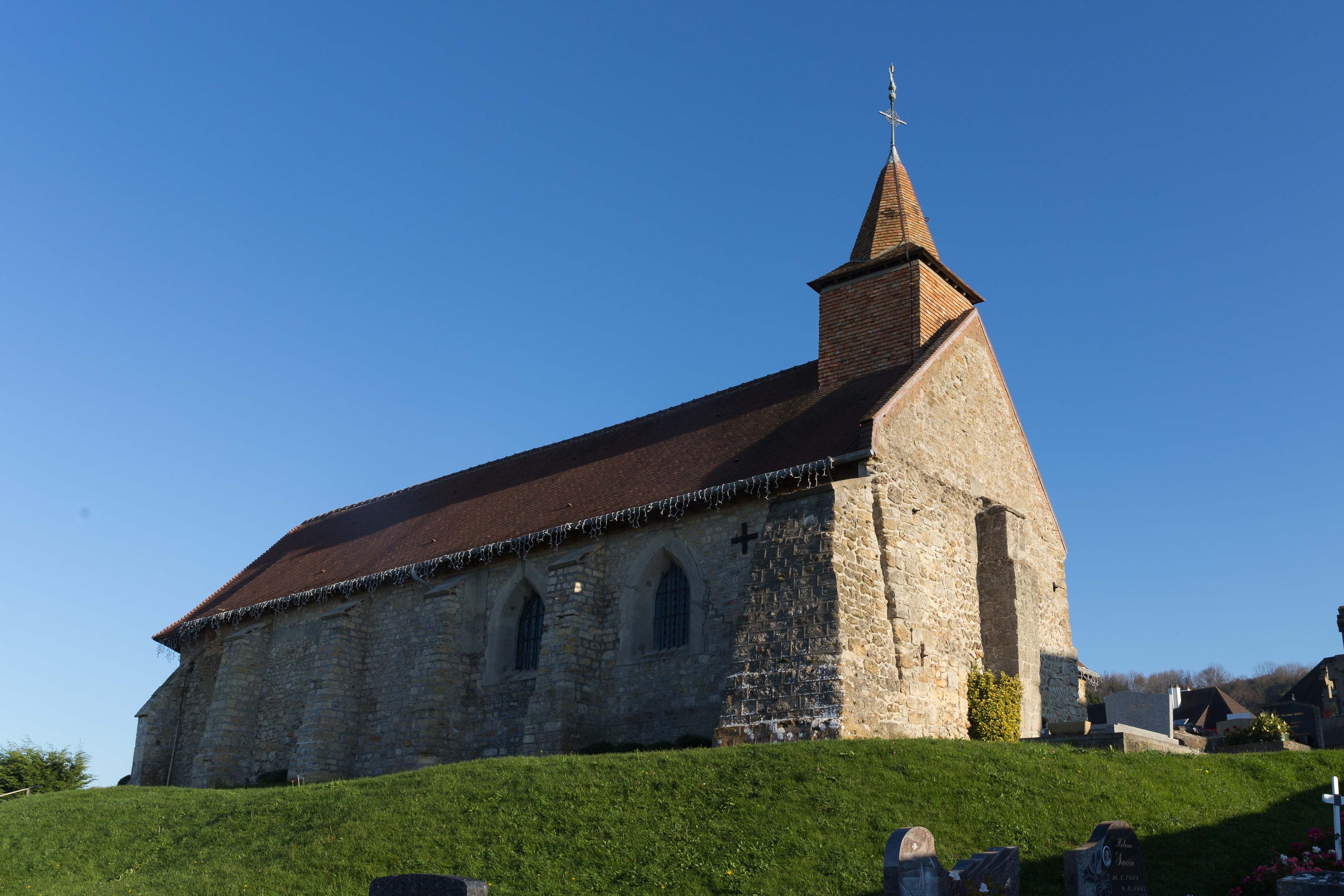
L'église Saint-Christophe.
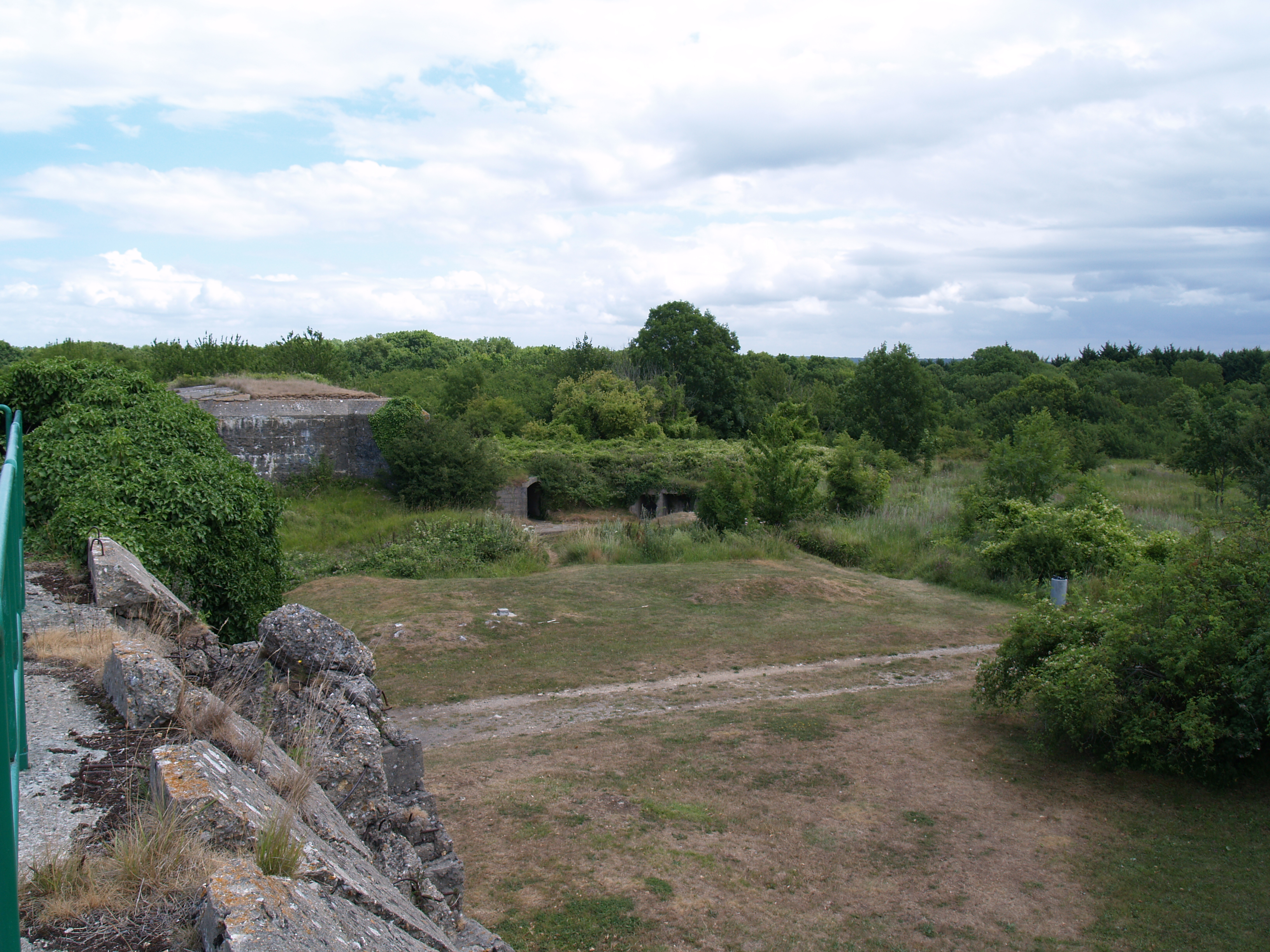
Batteries du mont Canisy.
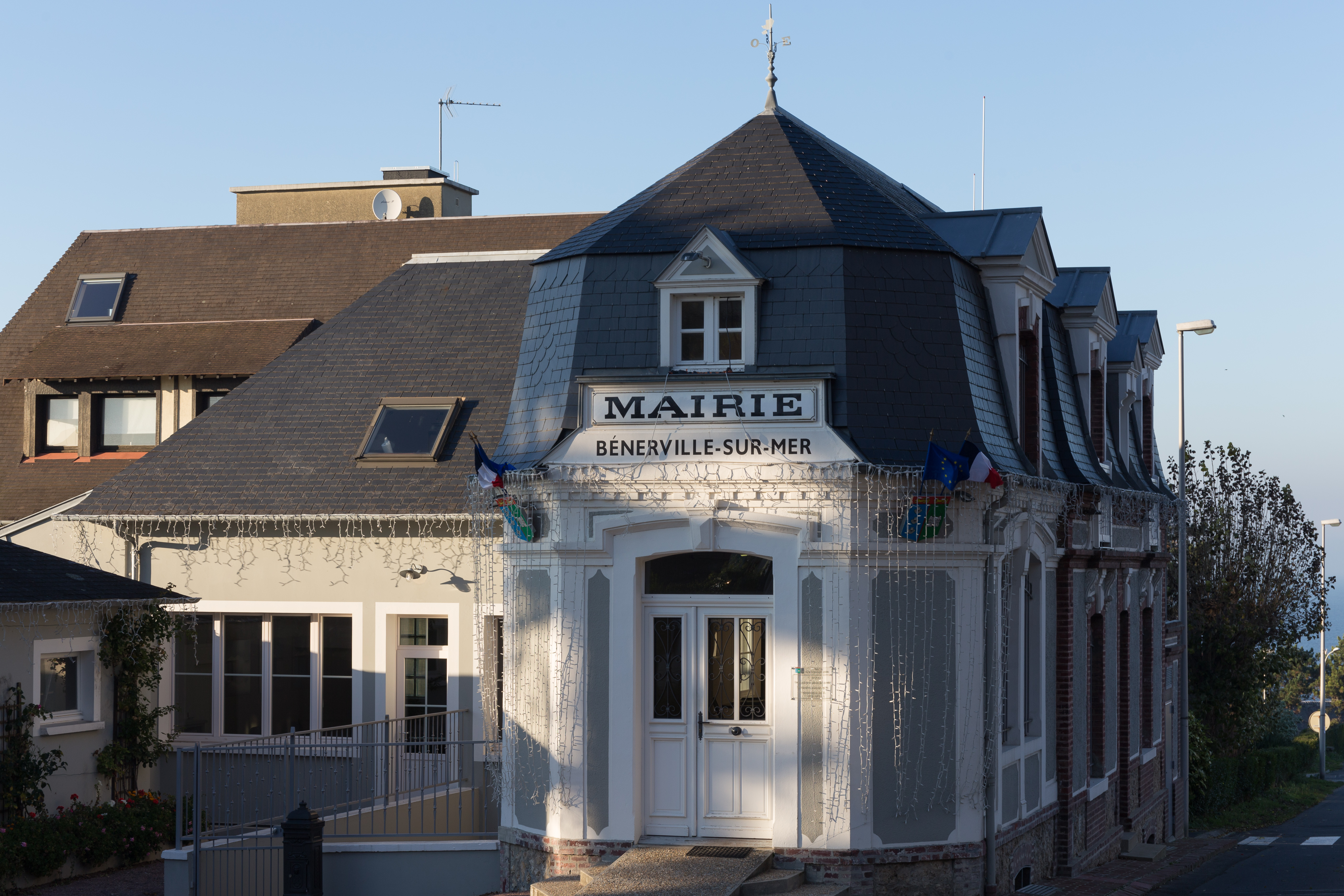
La mairie.

- Le domaine des Enclos, parc créé par le paysagiste Achille Duchêne, inscrit au titre des monuments historiques par arrêté du 30 septembre 2010[30].
- L'église Saint-Christophe du XIe siècle. L'édifice abrite une statue de saint Christophe du XVIe siècle, classé au titre objet aux monuments historiques[31].
- Les batteries du mont Canisy, qui furent un élément important du mur de l'Atlantique, offre des points de vue sur la Côte Fleurie et le pays d'Auge.
- Les rochers de Benerville présentent un intérêt géologique (fossiles).
- Le château Gabriel : construit de 1874 à 1883, une commande de Paul Gallimard héritée par son fils Gaston est une somptueuse villa du XIXe siècle. Elle est acquise en 1983 par Yves Saint Laurent et Pierre Bergé et décorée par Jacques Grange. Elle sera vendue en septembre 2008 à la russe Irina Povarenkina et la société Sjato Gabriel pour 9,6 millions d'euros[32].
- Le manoir des Caillouets[33], construit en 1906 pour la famille Renault, fut cédé à un richissime américain, Thomas Francis Gurry et à son épouse Simone Delaty. Après la Seconde Guerre mondiale le propriétaire décide de retourner vivre aux États-Unis tandis que son épouse Simone lui demanda et obtint que le couple fît don du manoir au département de la Seine pour qu'il devienne une école ménagère destinée aux jeunes filles en difficulté. C'est depuis son utilité. Le manoir appartient aujourd'hui à la ville de Paris qui en assure le financement. Il accueille des jeunes filles de 14 à 18 ans « en difficulté ».
- Le manoir de Benerville connu aussi sous le nom de manoir du Mont-Canisy.

### Activité et manifestations
La fête de Saint-Christophe a lieu chaque année. Le 21 juillet, un feu d'artifice est tiré. Le lendemain, une bénédiction des voitures est faite dans la commune.

### Benerville dans les arts

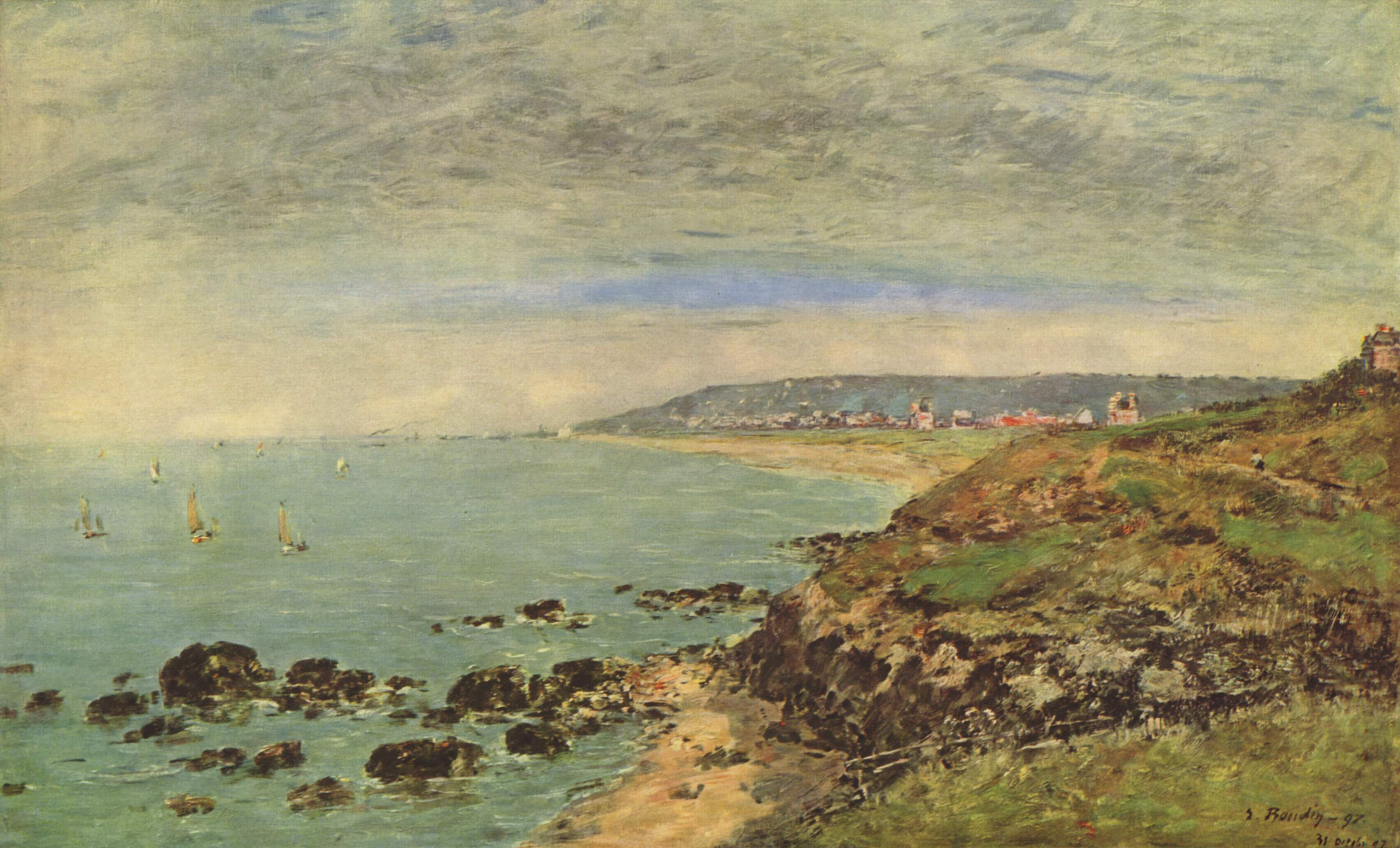
La côte de Benerville peinte par Eugène Boudin.

### Personnalités liées à la commune
- Henri Rochefort (1831-1913), journaliste et polémiste, habitait l'été une « isba » russe achetée à l'impératrice veuve d'Alexandre III, qu'il avait fait transporter de Paris sur la côte normande[34].
- La famille Gallimard, Paul Gallimard (1850-1929) puis Gaston Gallimard (1881-1975), son fils, furent les premiers propriétaires du château Gabriel.
- Marcel Proust (1871-1922), ami proche de Gaston Gallimard, séjournait souvent à Benerville.
- Alberto Santos-Dumont (1873-1932) s'était retiré en 1911 à Benerville après avoir renoncé à l'aviation, mais retourna bientôt au Brésil, peu après la déclaration de guerre en 1914, à la suite d'un incident provoqué par la tendance de l'époque à voir des espions partout (en la personne des étrangers en particulier)[35],[36].
- Yves Saint Laurent (1936-2008), le couturier, avait racheté, en 1983, avec Pierre Bergé (1930-2017), le château Gabriel.
- Michel Sardou (1947-), chanteur, habite depuis 2010 un manoir du XVIe siècle situé à Bénerville-sur-Mer[37].
- Arnaud Cathrine (1973-), écrivain.

### Héraldique
| Armes de Benerville-sur-Mer | Les armes de la commune de Benerville-sur-Mer se blasonnent ainsi : Parti : au 1er d'azur à trois coquilles d'argent rangées en pal, au 2e de sinople au château de deux tours couvertes en croupe d'argent, ouvert de sable, à la vergette de gueules brochant sur la partition, le tout sommé d'un chef de gueules chargé de deux léopards d'or. Les deux léopards d'or sur champ de gueules rappellent les armes de la Normandie. |